# Liste von Rebsorten/Z
Legende, Erläuterungen und Quellen: Siehe Hauptartikel!
Hinweise zu Änderungen bzw. Ergänzungen siehe Diskussion.
| Rebsorte - wichtige Synonyme                                                                                                   | VIVC | Bild | Verw.   | H.  | Spe.  | Abstammung                    | Zü.J. | ha 2016 | Anbauländer |
| --- | ---- | ---- | ------- | --- | ----- | ----------------------------- | ----- | ------- | --- |
| Zala Gyoengye - Zalagyongye |      |      | WWT, TT | HUN | I. C. | Eger 2 × Csaba Gyoengye       | 1957  | 1.259   | Deutschland, Ungarn, Russische Föderation |
| Zalema |      |      | WWT     | ESP | V.Vi. |                               |       | 4.015   | Spanien |
| Zametovka - Zametovka, Baratcsuha Kék, Blauer Kölner, Blauer Haine, Žametovka, Kölinger, Kölner Blau, Kölner Kék, Koelner Noir |      |      | RWT, TT | AUT | V.Vi. |                               |       | 822     | Kroatien, Slowenien |
| Zarya Severa - Aurore Du Nord, Zaria Severa, Zarja Severa, Zora Severa                                                         |      |      | RWT     | RUS | I. C. | Seyanets Malengra × Amurensis | 1936  |         | |
| Zefír |      |      | WWT     | HUN | V.Vi. | Harslevelue × Feteasca Alba   | 1951  | 15      | Ungarn |
| Zengoe - Zengo |      |      | WWT     | HUN | V.Vi. | Ezerjo × Bouvier              | 1956  | 226     | |
| Zenit - Zenith |      |      | WWT     | HUN | V.Vi. | Ezerjo × Bouvier              | 1951  | 660     | Ungarn, Russische Föderation |
| Zeta |      |      | WWT     | HUN | V.Vi. | Bouvier × Furmint             | 1951  | 118     | Ungarn |
| Zeusz - Badacsony 10 |      |      | WWT     | HUN | V.Vi. | Ezerjo × Bouvier              | 1956  | 27      | Ungarn |
| Zierfandler Rot - Zierfandler, Cirfandli                                                                                       |      |      | WWT     | AUT | V.Vi. | Veltliner Rot × Traminertype  |       | 105     | Ungarn, Österreich |
| Žilavka - Mostarska, Mostarska Žilavka, Zhelavka Biella, Žilava Hercegovacka                                                   |      |      | WWT     | BIH | V.Vi. |                               |       | 185     | West-Herzegowina, Kroatien, Serbien, Mazedonien, Montenegro                                                                                                |
| Zinfandel - Primitivo, Prie Rouge                                                                                              |      |      | RWT     | HRV | V.Vi. |                               |       | 33.649  | Anbauländer Chile, Rumänien, Frankreich, Brasilien, Tunesien, Italien, USA, Argentinien, Südafrika, Australien, Kanada, Kroatien, Neuseeland               |
| Zlahtina - Vrbnicka Zlahtina, Zlahtina Bijela, Zlajtina                                                                        |      |      | WWT     | HRV | V.Vi. |                               |       | 135     | Kroatien |
| Zlatarica Bijela - Zlatarica Vrgorska                                                                                          |      |      | WWT     | HRV | V.Vi. |                               |       | 19      | Kroatien |
| Zolikouri - Zolikouri |      |      | WWT     | GEO | V.Vi. |                               |       |         | Georgien |
| Zupljanka - Garganja, Jouplanka, Rebula, Ribolla Gialla, Zhupljanka, Zouplanca, Zsuplyanka                                     |      |      | WWT     | SRB | V.Vi. | Prokupac × Pinot Noir         | 1970  | 505     | Kroatien |
| Zweigelt - Rotburger, Zweigeltrebe, Blauer Zweigelt, Zweigelt Blau., Zweigeltrebe                                              |      |      | RWT     | AUT | V.Vi. | Saint Laurent × Blaufränkisch | 1922  | 9.068   | Anbauländer Deutschland, Ungarn, Vereinigtes Königreich, Rumänien, Schweiz, Italien, Österreich, Kanada, Kroatien, Tschechien, Japan, Neuseeland, Slowakei |